# 755 غوينتلا
755 Quintilla هو كويكب، يقع ضمن حزام الكويكبات. اكتشف في 6 أبريل 1908. وقد اكتشفه جويل هاستينغز ميتكالف.

## روابط خارجية
- 755 غوينتلا في قاعدة بيانات مختبر الدفع النفاث لأجرام النظام الشمسي الصغيرة

- الاكتشاف · مخطط المدار ·  العناصر المدارية · المعلمات المادية

- 755 غوينتلا على موقع ويكي سكاي: DSS2, SDSS, GALEX, IRAS, Hydrogen α, X-Ray, Astrophoto, Sky Map, Articles and images